# アイスマート
アイスマートは株式会社フォーバルテレコムが運営するインターネットサービスプロバイダの名称。正式名称はiSmart接続-Fひかり（アイスマートせつぞくFひかり）。

## 概要
法人向けに提供している高品質なインターネット接続サービスを、個人の方にも利用しやすいように、サービス価格・内容を最適化したフレッツ光専用プロバイダサービス。iSmart接続-Fひかりは、インターネット接続サービスのほか、メールや、ホームページ作成のアカウントも付与される。また、オプションとして、インターネットセキュリティサービスや、リモートサポートサービスのほか、動画閲覧のサービスを提供している。
会員数は12万人以上（2016年7月時点）
インターネット接続サービス
- ファミリータイプ
- マンションタイプ

オプションサービス
- インターネットセキュリティ for iSmart
- オンラインレスキュー for iSmart
- らくらくバックアップ for iSmart
- 端末保障 for iSmart
- 安心パック for iSmart
- フィルタリング for iSmart
- データ復旧 for iSmart
- iSmartTV with U-NEXT

## 沿革
- 1995年4月 フォーバル・インターナショナル・テレコミュニケーションズ株式会社として設立
- 1995年5月 一般第二種電気通信事業者として届出
- 1995年6月 「fitコール」を商標登録
- 1996年8月 特別第二種電気通信事業者として登録
- 1998年8月 株式会社フォーバルテレコムに商号変更
- 1999年10月 インターネットサービス「fit接続サービス」を開始
- 2000年9月 インターネットサービスと音声サービスを組み合せた「iパックサービス」を開始
- 2000年11月28日 東京証券取引所マザーズ市場に上場 証券コード：9445
- 2002年4月 法人向けVoIPおよびADSLサービス「BBフォン」、業界初課金2分5.5円の市内電話「55フォンサービス」を開始
- 2003年10月 法人向け光ファイバー対応IP電話サービス「FTフォンサービス」を開始
- 2003年11月 インターネットサービス「fit webチェンジサービス」を開始
- 2004年1月 インターネットサービス「fit de Mailサービス」「fit ワークトランクサービス」「ブロードバンド・ガレージサービス」を開始
- 2004年5月 FTフォン利用明細をウェブで確認できる「e-bill」サービスを開始
- 2004年9月 インターネットサービス「Very Card（ネット電報）サービス」を開始
- 2010年10月 スマートフォンを利用したFMCサービス「ツーウェイスマート」を開始
- 2011年4月 「スマートひかり」「アイスマート」「スマートセンター」を開始
- 2014年8月 - 市場選択により東京証券取引所第二部に市場変更。